# Spindasis kutu
Spindasis kutu är en fjärilsart som beskrevs av Corbet 1940. Spindasis kutu ingår i släktet Spindasis och familjen juvelvingar. IUCN kategoriserar arten globalt som livskraftig. Inga underarter finns listade i Catalogue of Life.